# إلكوريا أميدان
تُعد إلكوريا رباب أميدان (بالإنكليزية: Elkouria "Rabab" Amidane)، المولودة بتاريخ 29 أيلول/ سبتمبر عام 1985، طالبة صحراوية وناشطة بحقوق الإنسان، قادت على مر السنوات نضالاً سلمياً لحق الصحراء الغربية بتقرير مصيرها، وتظاهرت من أجل حقوق الطلاب الصحراويين في المغرب، وقد مُنحت جائزة السلام للطلاب في شباط/ فبراير عام 2009 لقاء كفاحها في سبيل حقوق الإنسان والشعب الصحراوي، كما حازت على جائزة أوردفرونت الديمقراطية في البرلمان السويدي في 21 تشرين الأول/ أكتوبر عام 2011.
استنكرت أميدان التمييز ضد الطلاب الصحراويين في المدارس، إذ كان من السهل تمييزهم من لهجتهم الأصلية؛ الحسانية، ونشرت بمساعدة من منظمات دولية داعمة لحقوق الإنسان مقاطع فيديو وصوراً توثّق انتهاك المغربيين لحقوق الإنسان في التعامل مع الصحروايين، نشرتها منظمة العفو الدولية على نطاق أوسع، علماً أن أميدان وعائلتها قد تعرضوا للاعتقال والسجن عدة مرات من قبل الشرطة المغربية بسبب نشاطاتهم السياسية.

## حياتها المبكرة
كانت أجزاء الصحراء الغربية آخر مستعمرة إسبانية في أفريقيا حتى عام 1975، كما اندلعت حرب بين الدول المجاورة لهذه المنطقة وحركة التحرر الصحراوية الوطنية؛ جبهة البوليساريو، التي أعلنت عن قيام الجمهورية العربية الصحراوية الديمقراطية مع حكومة في المنفى في تندوف الواقعة في الجزائر، من ثم انسحبت موريتانيا عام 1979، وأحكمت المغرب في النهاية سيطرتها الفعلية على معظم المنطقة، بما تتضمنه من مدن كبيرة وموارد طبيعية.
ارتادت أميدان المدرسة الابتدائية في العيون؛ مسقط رأسها، حيث كان جميع المعلمين مغربيين، وكان عليها السفر للمغرب لتلقي التعليم العالي، لعدم وجود أي جامعة في الصحراء الغربية.

## الانخراط في الدفاع عن حقوق الإنسان

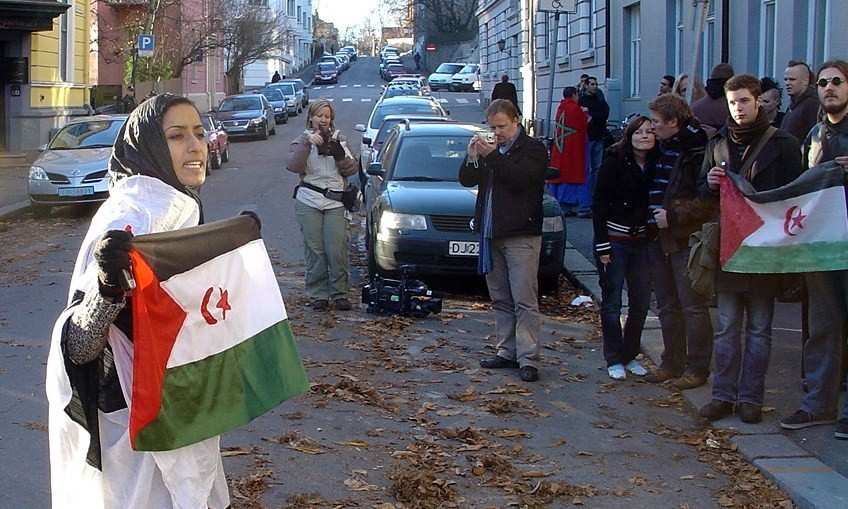
رباب أميدان خلال مظاهرة أمام سفارة المغرب بأوسلو 10 نوفمبر 2007

اعتقلت الشرطة المغربية أثناء اندلاع انتفاضة الاستقلال عام 2005 الأخ الأصغر لإلكوريا، الوالي أميدان، إلى جانب العديد من المدافعين عن حقوق الإنسان، ووصلت العقوبات للحكم بالسجن لسنة كاملة، وفي العام التالي، اعتُقل الوالي أميدان مجدداً وحُكم عليه بالسجن لمدة 5 سنوات، علماً أن كلاً من إلكوريا وعائلتها قد سُجنوا وعُذّبوا مراراً عقاباً على نشاطهم السياسي.
انطلقت إلكوريا بعمر الـ 22 في رحلة بين 20 تموز/ يوليو و6 آب/ أغسطس عام 2007 للنرويج والسويد، فالتقت بطلاب من جامعات مختلفة، وروت لهم عن الصراعات في الصحراء الغربية، وتلقّت قضيتها دعماً من قبل العديد من الجهات، فبعثت معظم المنظمات هناك بخطابات موقعة لحكومة المغرب للمساعدة في حماية حقوق الطلاب الصحراويين.
تهدف أميدان لزيادة الوعي في العالم عن سوء المعاملة المغربية للشعب الصحراوي.